# Musée des Beaux-Arts de Liège
Pour les articles homonymes, voir BAL.
Le musée des Beaux-Arts de Liège ou BAL était un musée liégeois qui a ouvert en 2011 et fermé ses portes le 28 février 2016 à la suite de l'ouverture de La Boverie. Il était situé dans le quartier Féronstrée et Hors-Château dans un bâtiment construit entre 1975 et 1980 sur des plans de l'architecte Henri Bonhomme.

## Historique
Créé en 1903, le musée des Beaux-Arts de Liège était logé dans un bâtiment annexe de l'Académie royale des beaux-arts de Liège, rue des Anglais ; il disparaît dans les années 1970, lorsque ses collections d'art moderne et d'art contemporain sont déménagées dans le palais des beaux-arts construit dans le parc de la Boverie lors de l'Exposition universelle de 1905: le musée suivant était baptisé MAMAC.
Les collections d'art wallon étaient rassemblées depuis 1952 dans le musée de l'Art wallon, hébergé de 1952 à 1980 dans le bâtiment du parc de la Boverie. Le musée de l'Art wallon s'installe de 1980 à 2011 dans le complexe construit dans le quartier Féronstrée et Hors-Château par l'architecte Henri Bonhomme.
Fin 2011, le musée des Beaux-Arts de Liège ressuscite à la suite du projet de transformation du palais des beaux-arts qui accueille un nouveau musée : La Boverie. Les collections du MAMAC, du Fonds ancien, du cabinet des Estampes et des Dessins et du musée de l'Art wallon sont rassemblées en une seule entité appelée musée des Beaux-Arts de Liège ou BAL (Beaux-Arts Liège), installé dans les locaux de l'ancien musée d'Art wallon.
Le 28 février 2016, le musée des Beaux-Arts ferme ses portes et l'ensemble des collections sont transférées à La Boverie.

## Collections

### Historique
Les collections rassemblées au musée des Beaux-Arts provenaient de trois entités distinctes jusqu'en 2011 : 

#### Musée de l'Art wallon
Les collections du musée de l'Art wallon de la ville de Liège présentent diverses peintures et sculptures d'artistes de la Communauté française du XVIe au XXe siècle.
On y retrouve notamment pour les XVIe au XVIIIe siècles des œuvres de Lambert Lombard, Jean Del Cour et Jean Varin.
Pour le XIXe siècle, les sculptures, du Liégeois Léon Mignon, du Hennuyer Victor Rousseau, le XXe siècle vit s'affirmer de nouvelles tendances telles que l'abstraction, l'expressionnisme ou le surréalisme.

#### Musée d'art moderne et d'art contemporain
La collection de l'ancien musée d'Art moderne et d'Art contemporain — près de 700 œuvres — permet d'apprécier l'évolution de la peinture et de la sculpture depuis la genèse de l'art moderne (vers 1850) jusqu'aux tendances contemporaines.
L'accent est mis sur les écoles belges et françaises. Corot, Eugène Boudin annoncent l'impressionnisme français (Monet, Pissarro, Guillaumin, Signac) et belge (Claus, van Rysselberghe, Heymans). Le symbolisme (Fernand Khnopff), le fauvisme (Othon Friesz, Marquet, Vlaminck) côtoient l'expressionnisme belge (Permeke, Van den Berghe) et allemand (Franz Marc, Kokoschka). Les surréalistes belges (Delvaux et Magritte) complètent le panorama. Les œuvres exceptionnelles de Gauguin, Picasso, Chagall, Ensor renforcent la collection. Les années 1950-1960 sont principalement illustrées par l'abstraction française (Estève, Poliakoff, Magnelli, Mathieu, Vasarely, etc.) et le mouvement Cobra.

#### Cabinet des Estampes et des Dessins
Les collections d'œuvres sur papier du cabinet des Estampes et des Dessins de Liège atteignent quelque 40 000 pièces, estampes et dessins du XVIe siècle à nos jours, pour la plupart des œuvres d’artistes liégeois, mais aussi d’artistes des écoles allemande, flamande, française, hollandaise et italienne. Ce fonds important s’est constitué au fil du temps par des achats de la Ville de Liège, mais aussi grâce à de nombreux legs et dons d’artistes. La majeure partie des œuvres antérieures au XIXe siècle provient de la collection du chanoine Henri Hamal, dernier maître de chapelle de la cathédrale Saint-Lambert et grand collectionneur. Le legs Ulysse Capitaine représente 2 000 pièces dont des vues et plans anciens de Liège.

### Donateurs
- Paul Dony
- Baron Fernand Graindorge
- Henri Hamal
- Désiré Jaumain - Ada Jobart
- Louis-Pierre Saint-Martin

### Œuvres
Les œuvres reprises dans ces listes font partie des collections du musée des Beaux-Arts de Liège ; certaines d'entre elles sont susceptibles de ne pas être exposées en permanence.

#### XVIesiècle
- Henri Blès
  - Paysage, huile sur bois.
  - Paysage avec la rencontre sur le chemin d'Emmaüs, huile sur bois.
  - Galères et bâtiments de guerre dans un estuaire montagneux, huile sur bois.
- Lambert Lombard, 
  - Saint Denis refusant de sacrifier au dieu inconnu (avers), huile sur bois.
  - Autoportrait, huile sur bois.

#### XVIIesiècle
- Jean-Guillaume Carlier
  - Autoportrait, huile sur bois.

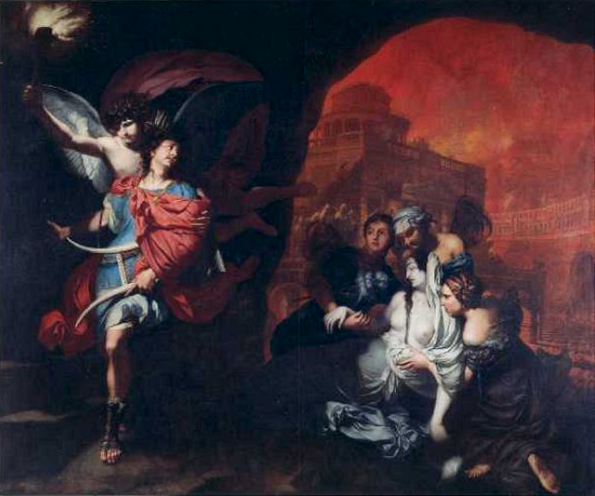
Gérard de Lairesse, Orphée et Eurydice ou La Descente d'Orphée aux enfers, vers 1662

  - Saint Jean Baptiste endormi dans une grotte, huile sur toile.
- Gérard Douffet
  - Vénus dans la forge de Vulcain, huile sur toile, 1615.
  - Portrait d'homme, huile sur toile.
  - Portrait de femme, huile sur toile.
- Gérard de Lairesse
  - Orphée aux Enfers, huile sur toile, vers 1662.
  - Judith, huile sur toile.
  - Sainte Cécile, huile sur toile.
- Bertholet Flémal, Autoportrait, huile sur toile.

#### XVIIIesiècle
- Léonard Defrance
  - Portrait du chanoine Hamal, huile sur toile.
  - Visite à la manufacture de tabac, huile sur bois.
  - Scène de rue, huile sur bois.
  - La Houillère, huile sur bois.
- Paul-Joseph Delcloche, La famille du comte de Horion, grand mayeur de Liège, huile sur toile.
- Nicolas Henri Joseph de Fassin
  - Les quatre points du jour. Le matin, huile sur toile, 1802.
  - Les quatre points du jour. Le milieu du jour, huile sur toile, 1797.
  - Les quatre points du jour. Le crépuscule, huile sur toile, 1797.
  - Les quatre points du jour. Le soir, huile sur toile, 1797.
- Théodore-Edmond Plumier, Portrait du prince Guillaume de Hesse, huile sur toile, 1720.

#### XIXesiècle

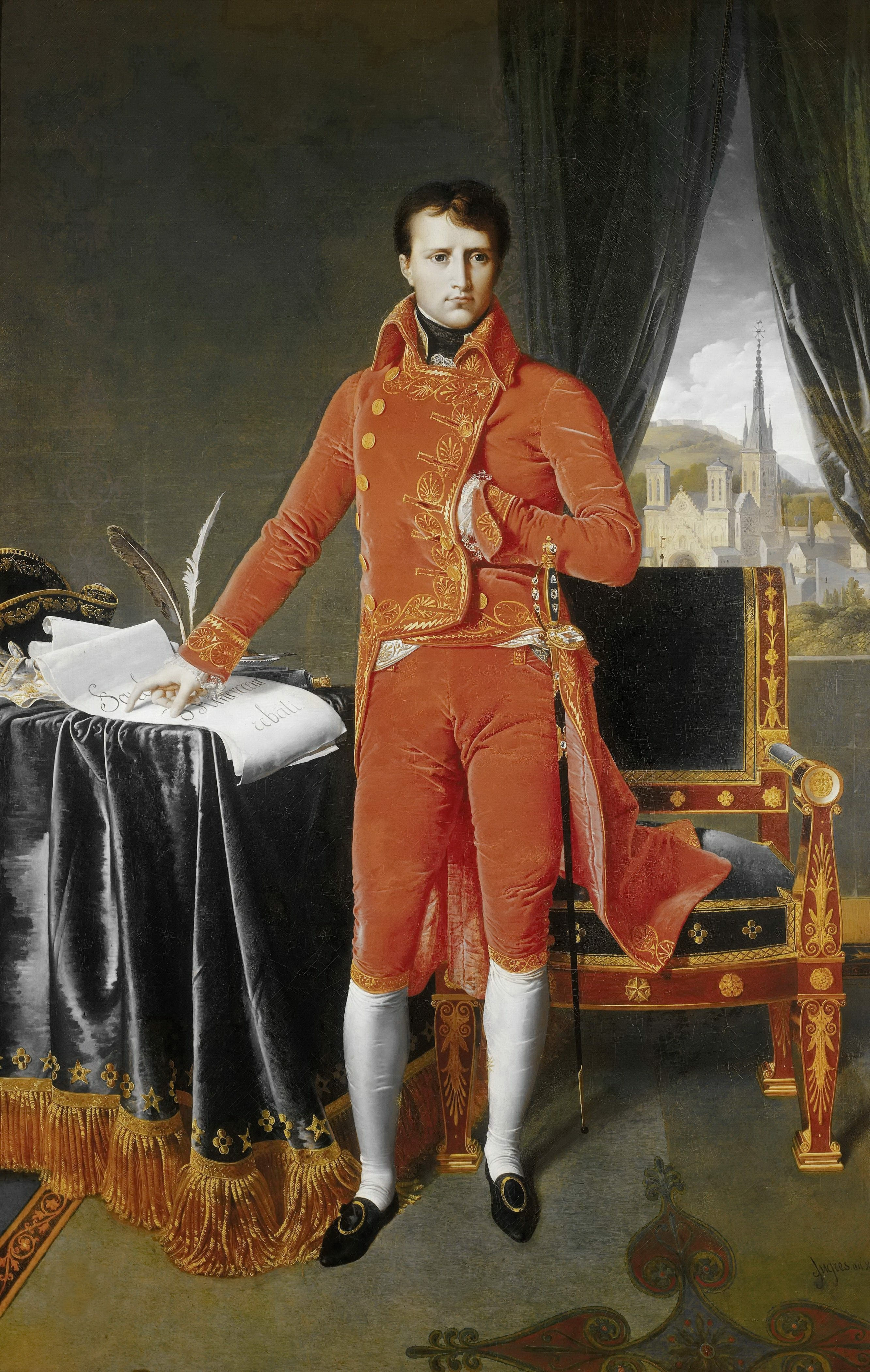
Jean-Auguste Dominique Ingres, Bonaparte, Premier Consul, 1804

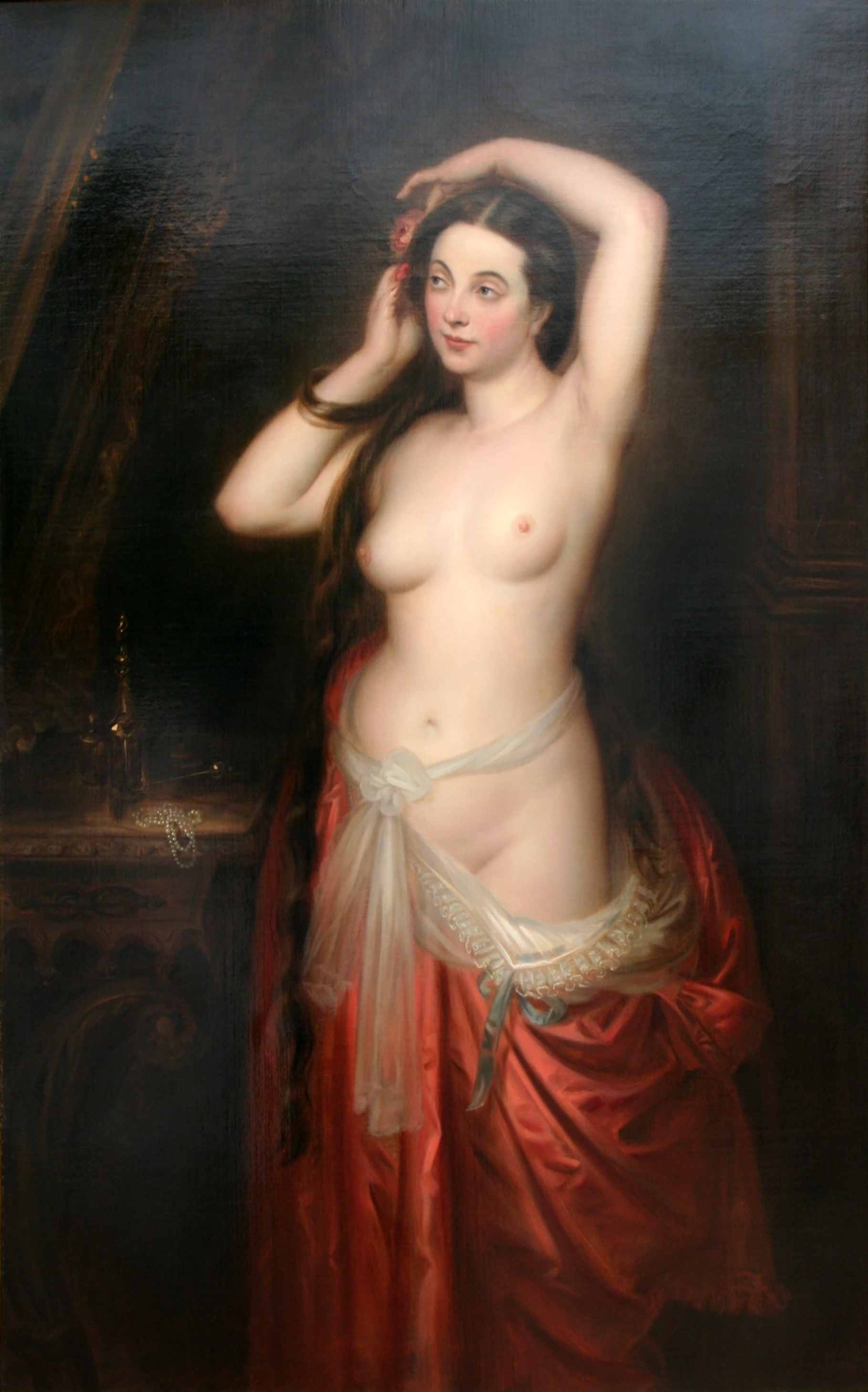
Antoine Wiertz, Rosine à sa toilette

- Jean-Joseph Ansiaux, Évocation de la Paix, huile sur toile, 1795.
- Eugène Boudin, Trouville, scène de plage, huile sur toile, 1884.
- Hippolyte Boulenger
  - Horizon (Lisière de forêt), huile sur toile.
  - Les Lavandières, huile sur toile.
- Évariste Carpentier
  - La Baignade interdite, 1877.
  - La Laveuse de navets, huile sur toile, 1890.
  - Mer du Nord, 1897.
  - La Gardeuse de chèvres
  - Les Canards
- Émile Claus, Le Vieux Jardinier, huile sur toile, 1885.
- Corot
- Franz Courtens : La Drève ensoleillée (1892).
- Émile Delperée, Portrait de la marquise de Péralta, pastel sur toile, 1892.
- François Joseph Dewandre, Buste de Marc Aurèle jeune, marbre, 1784.
- James Ensor, La Mort et les Masques, huile sur toile, 1897.
- Henri Evenepoel
  - Le Bébé ou Le Jouet brisé, huile sur toile, 1895.
  - La Dame au chapeau vert, huile sur toile, 1897.
  - Foire aux Invalides, huile sur toile, 1897.
  - Promenade du dimanche au Bois de Boulogne, 1899.
- Théodore Fourmois, Paysage à Rahier, huile sur toile.
- Louis Gallait, François Ier au chevet de Léonard de Vinci, huile sur bois, 1857.
- Armand Guillaumin, L’Écluse du Moulin Bouchardon, à Crozant, après 1892.
- Jean-Auguste Dominique Ingres, Bonaparte, Premier Consul, huile sur toile, 1804.
- Fernand Khnopff, Portrait de Mme Edmond Khnopff, 1885.
- Jean-Baptiste Madou, Cartomancienne, huile sur bois, 1862.
- Xavier Mellery, Intérieur dans l'île de Marken, huile sur toile, 1878.
- Constantin Meunier
  - Mineurs, huile sur toile.
  - La Coulée à Ougrée, huile sur toile.
- Claude Monet, Le Bassin du Commerce. Le Havre, huile sur toile, 1875.
- François-Joseph Navez, Portrait d'un jeune couple, huile sur toile.
- Jean-Mathieu Nisen, Portrait du procureur général Raikem, huile, sur toile, 1880.
- Léon Philippet
  - Michelina Gismondi, huile sur toile, 1876.
  - Fillette, huile sur toile, 1877.
  - Carnaval à Rome, huile sur toile.
- Félicien Rops, Le rocher des Grands malades, huile sur toile, 1876.
- Henri-Joseph Rutxhiel, André Grétry, buste en marbre.
- Théo van Rysselberghe
  - Les Sœurs du peintre Schlobach, 1884.
  - La Dame en blanc - Portrait de Mme Théo Van Rysselberghe, huile sur toile, 1926.
- Paul Signac, Le Château de Comblat, 1887.
- Charles Soubre, Le Départ des volontaires liégeois pour Bruxelles, 4 septembre 1830, huile sur toile, 1878.
- Alfred Stevens
  - La Parisienne japonaise, huile sur toile, 1872.
  - Le sommeil de l'enfant, huile sur bois.
- Eugène Verboeckhoven, Vaches à l'abreuvoir, huile sur bois, 1856.
- Barthélemy Vieillevoye
  - Botteresses agaçant un braconnier, huile sur toile, 1836.
  - Un épisode du sac de Liège par Charles le téméraire en 1468, huile sur toile, 1842.
  - L'Assassinat de Sébastien Laruelle, bourgmestre de Liège, huile sur toile, 1851.
- Guillaume Vogels
  - La Rue Sainte-Catherine, huile sur toile.
  - Les Huîtres.
- Antoine Wiertz, Rosine à sa toilette, huile sur toile.
- Adrien de Witte
  - Portrait de femme au corsage noir, huile sur toile, 1873.
  - Coin d'atelier, huile sur carton, 1876.
  - La Lessiveuse, 1879.
  - Femme au corsage rouge, huile sur toile, 1880.

#### XXesiècle

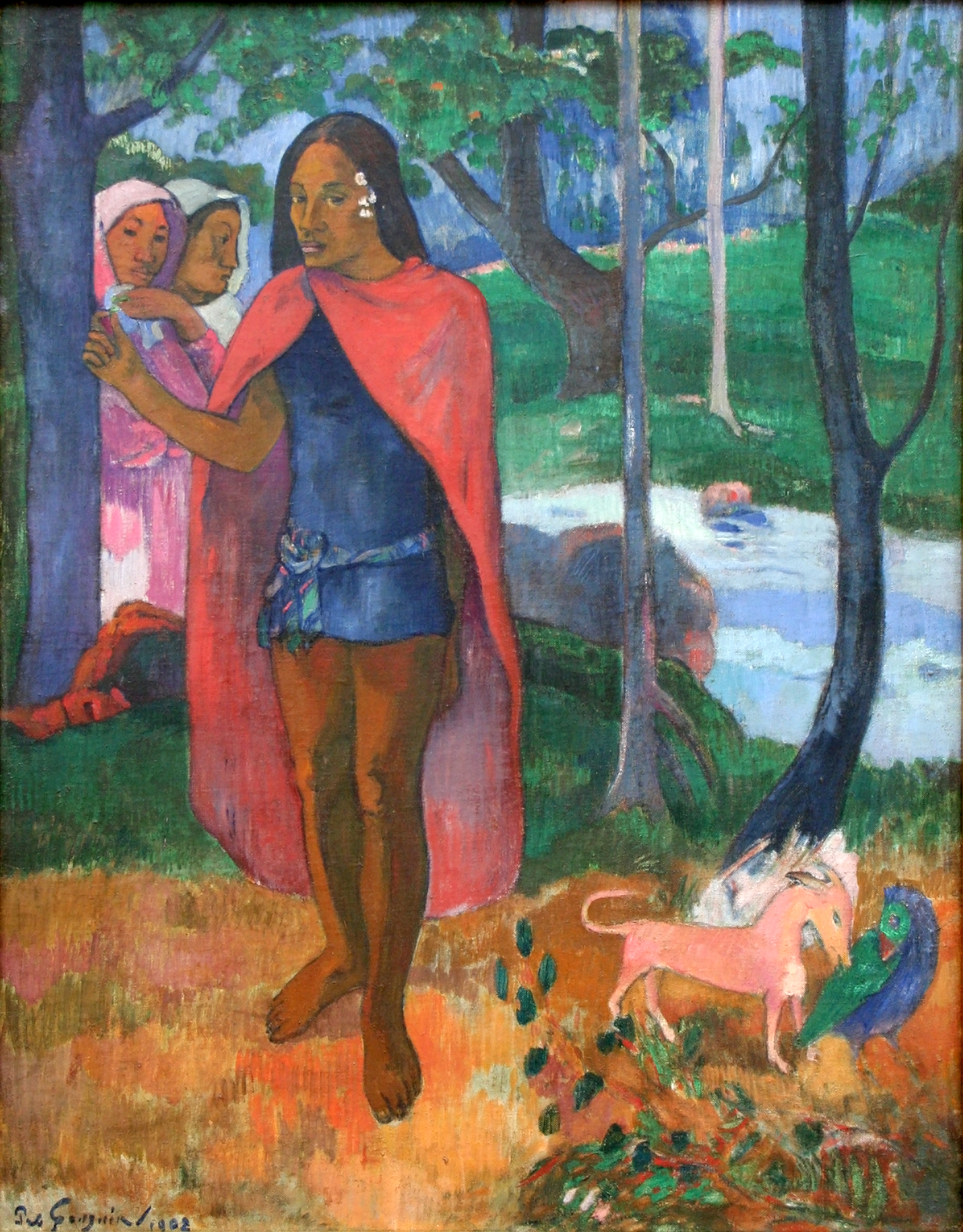
Paul Gauguin, Le Sorcier d'Hiva Oa, 1902.

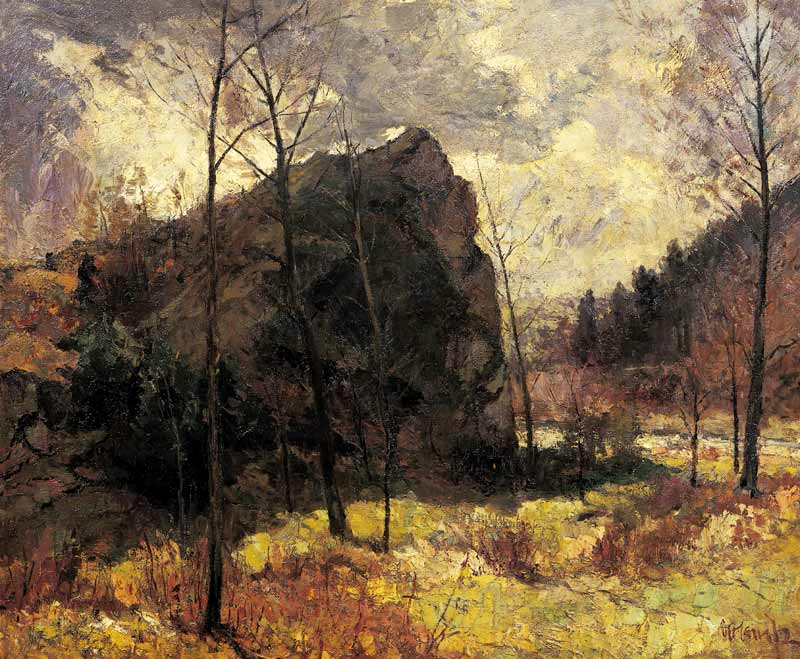
Richard Heintz, La Roche noire, 1905.

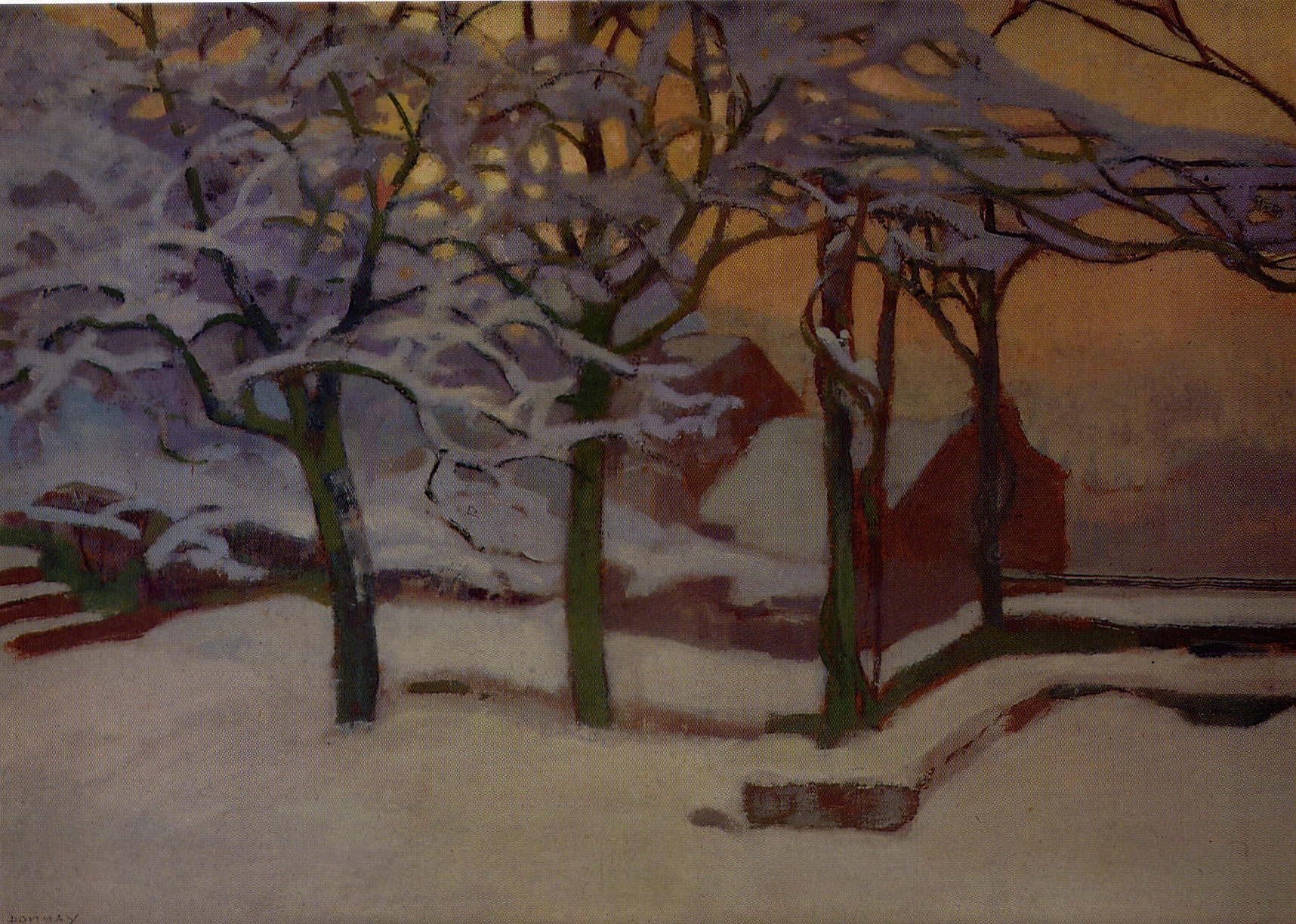
Auguste Donnay, Jardin sous la neige.

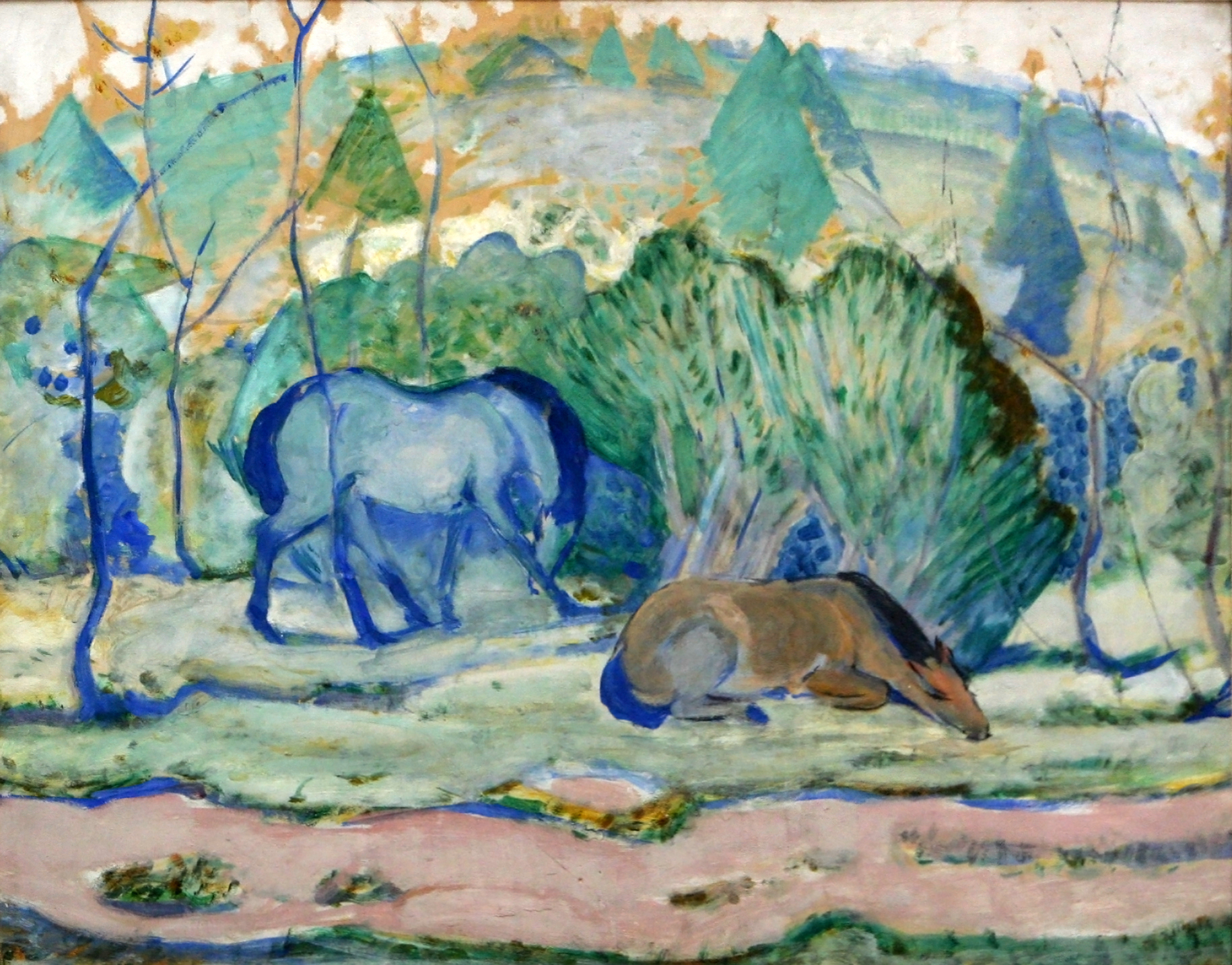
Franz Marc, Chevaux au pâturage, 1910

- Pierre Alechinsky, Le Dragon triste, acrylique sur toile.
- Mady Andrien, Jeux d'enfants,  sculpture en polyester.
- Émile Berchmans, 
  - Jeunesse, huile sur toile, 1902.
  - La Fuite irréparable du temps, huile sur toile.
- Pol Bury, Carré et disques - 3 découpes en rouge, xylographie.
- Pierre Caille, À la recherche d'une issue, gouache sur papier, 1969.
- Gustave Camus, Retour de pêche, huile sur toile.
- Anto Carte
  - Les Archers de saint Sébastien, aquarelle sur carton, 1920.
  - Les Aveugles, huile sur toile, 1924.
- Marc Chagall, La Maison bleue, huile sur toile, 1920.
- Paul Charavel, Nature morte au violon, huile sur toile.
- Émile Claus, Le Châtaignier, huile sur toile, 1906.
- Jo Delahaut
  - Plain-chant, huile sur toile, 1957.
  - Espace blanc 83, huile sur toile.
- Paul Delvaux
  - L'homme de la rue, huile sur toile, 1940.
  - La mise au tombeau, huile sur toile, 1953.
- Eugène Dodeigne, Ah! Ce sont mes mains, fusain sur papier.
- Auguste Donnay
  - La Fuite en Égypte, huile sur toile.
  - Jardin sous la neige, huile sur carton.
  - Esquisse, huile sur carton.
- Maurice Estève
- Fernand Flausch, Grand "X", tableau lumineux, plexiglas et aluminium, vers 1984.
- Léon Frédéric, L'Enterrement du paysan, huile sur toile, 1905.
- Othon Friesz, Le Port d'Anvers, 1906.
- Paul Gauguin, Le Sorcier d'Hiva Oa ou Le Marquisien à la cape rouge, huile sur toile, 1902.
- George Grard
  - Plénitude, bronze, 1947.
  - Fillette aux tresses, bronze.
- Jane Graverol, La Goutte d'eau, huile sur toile, 1964.
- Richard Heintz
  - La Roche Noire à Sy, huile sur toile, 1905.
  - Le Palais des doges à Venise, huile sur toile, 1908.
  - Brouillard et givre, huile sur toile, 1927.
  - La Roche Noire, huile sur toile, 1928.
- Marie Howet, Paysage d'Irlande, aquarelle sur papier.
- Oskar Kokoschka, Monte Carlo, 1925.
- Eugène Laermans, Les Intrus, 1903.
- Marie Laurencin, Portrait de jeune fille, 1924.
- Georges Le Brun, Dans un presbytère, pastel sur papier.
- Albert Lemaître
  - Venise. Vue de l'Abbazia Deserto, huile sur toile, 1912.
  - Le Bateau rouge, huile sur toile, 1919.
- Jules Lismonde, Clementina I, fusain sur papier, 1965.
- Max Liebermann, Le Cavalier sur la plage, huile sur toile, 1904.
- René Magritte
  - La Forêt,  huile sur toile, 1926.
  - La Vérité dans son bouquet de jasmin, dessin, 1955.
  - À la recherche de l'absolu, huile sur toile, 1940.
- Auguste Mambour
  - Portrait de Madame D., huile sur toile, 1924.
  - Nu de fer, huile sur toile, 1933.
  - La Guadeloupe, béton polychrome.
- Franz Marc, Chevaux au pâturage, tempera sur papier, 1910.
- Albert Marquet, Le Quai du Havre, 1934.
- Léon Navez, Femme à la colombe, huile sur toile.
- Jules Pascin, Le déjeuner, huile sur toile, 1923.
- Pierre Paulus, 
  - Le Mineur, huile sur toile, 1936.
  - Au pays noir (Effet de neige), huile sur toile.
- Constant Permeke, Les Époux, huile sur toile, 1932.
- Pablo Picasso, La Famille Soler, huile sur toile, 1903.
- Maurice Pirenne, Les Pommes de terre, huile sur toile, 1937.
- Camille Pissarro, Le Louvre, printemps, huile sur toile, 1901.
- Serge Poliakoff
- Armand Rassenfosse
  - Femme se lavant, huile sur bois, 1919.
  - Femme au bonnet, huile sur toile.
- Félix Roulin, Aile d'Icare, sculpture en aluminium et bronze, 1985.
- Victor Rousseau
  - Les Béatitudes, plâtre, 1905.
  - Eugène Ysaÿe, buste en marbre blanc, 1916.
  - Constantin Meunier, buste en bronze.
- Edgar Scauflaire, Le Pain de ménage, huile sur bois, 1949.
- Paul Sérusier, Bords de mer, 1914.
- Jakob Smits, Grande maternité rouge, huile sur toile, vers 1924.
- Rodolphe Strebelle, Nature morte, huile sur toile, 1949.
- Antoni Tàpies
- Raoul Ubac, Le Signe de la faux, estampe, 1979.
- Maurice Utrillo, Le moulin de la Galette, 1922.
- Kees van Dongen, La Violoniste, vers 1922.
- Suzanne Valadon, Nature morte aux fleurs et fruits, 1930.
- Victor Vasarely
- Claude Viallat
- Maurice de Vlaminck
- Rik Wouters
  - Femme au bord du lit, huile sur toile, 1912.
  - L’Homme au chapeau de paille, huile sur toile, 1913.
- Léon Wuidar, Passage étroit, huile sur toile, 1978.

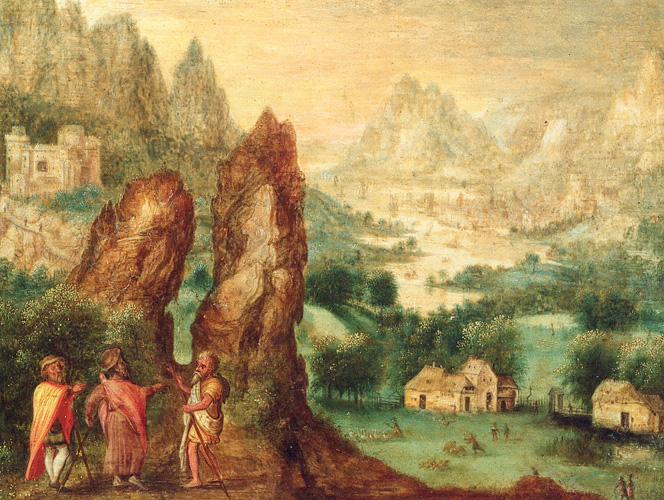
Paysage avec pèlerins d'Emmaüs (Herri met de Bles, ca. 1525-50)
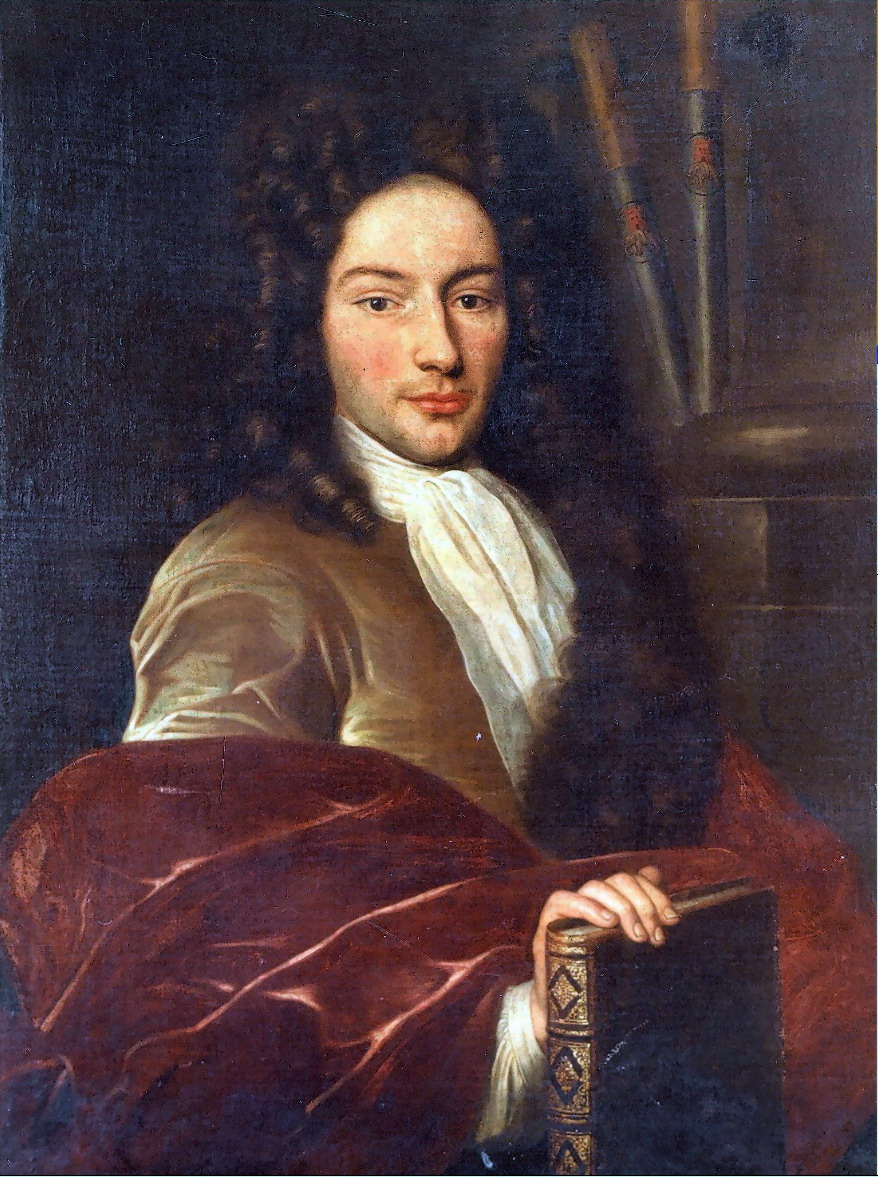
Portrait du bourgemestre Hubert du Château (Théodore-Edmond Plumier, ca. 1710-30)
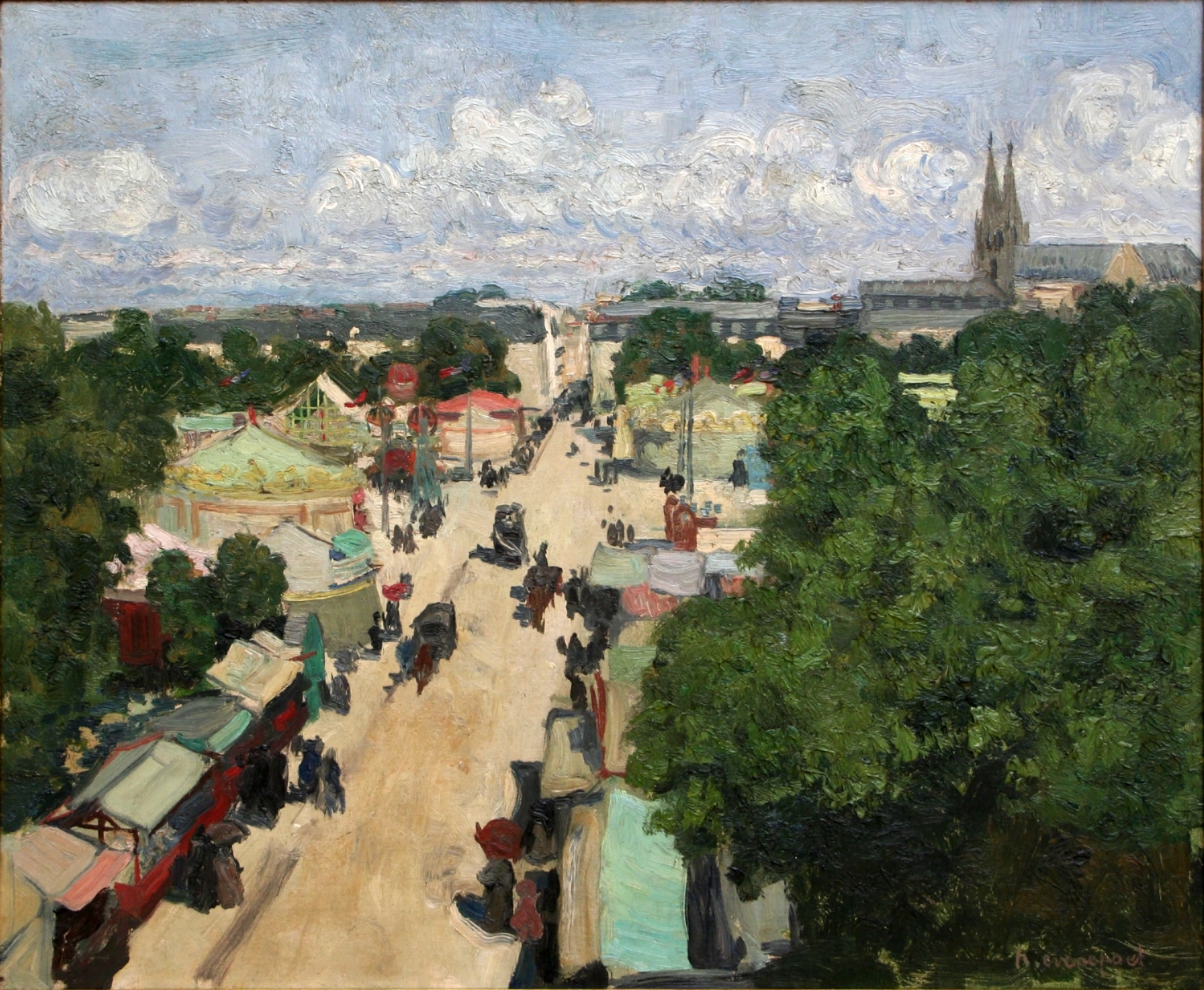
Foire aux Invalides (Henri Evenepoel, 1897)
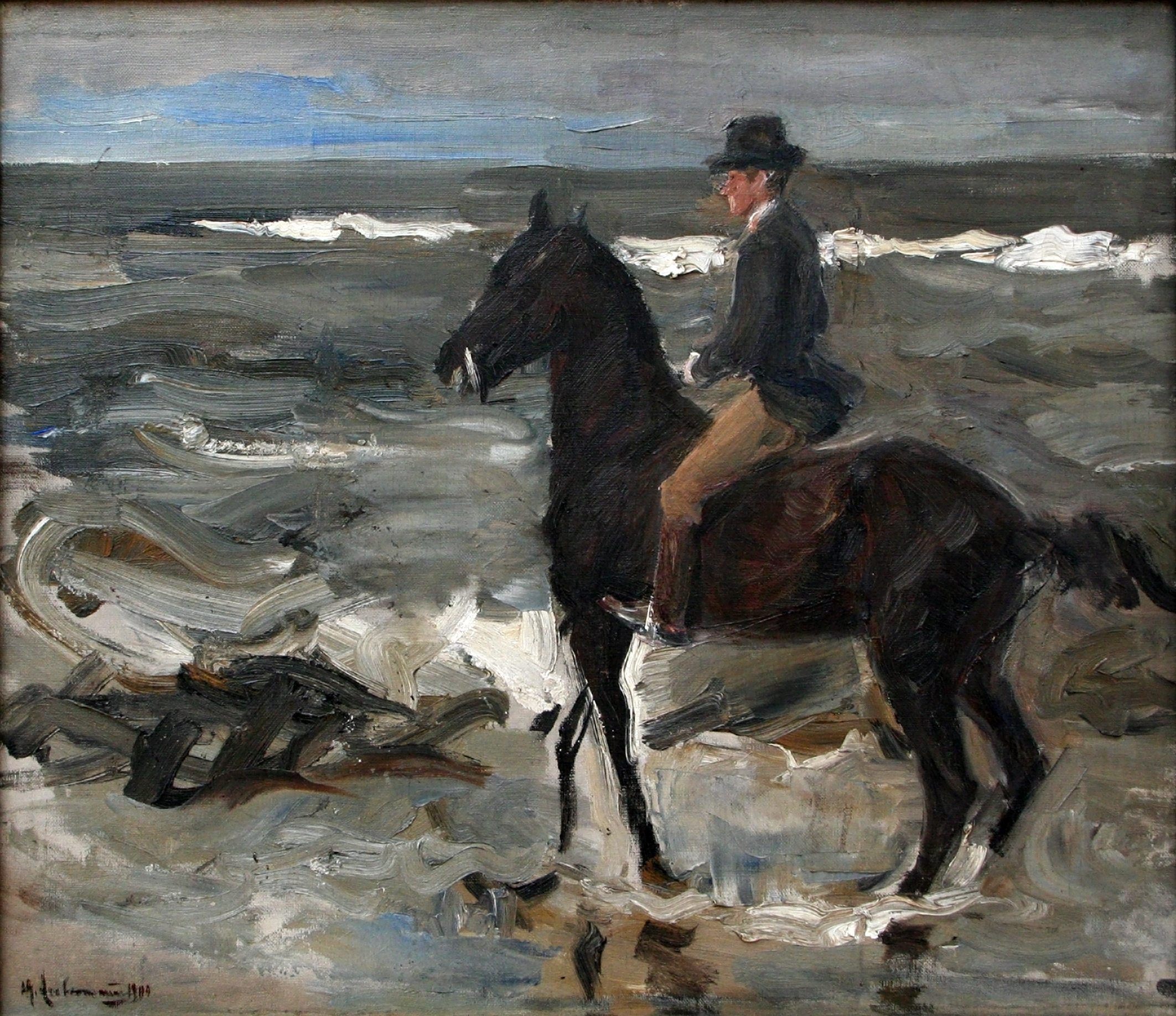
Le Cavalier sur la plage (Max Liebermann, 1904)
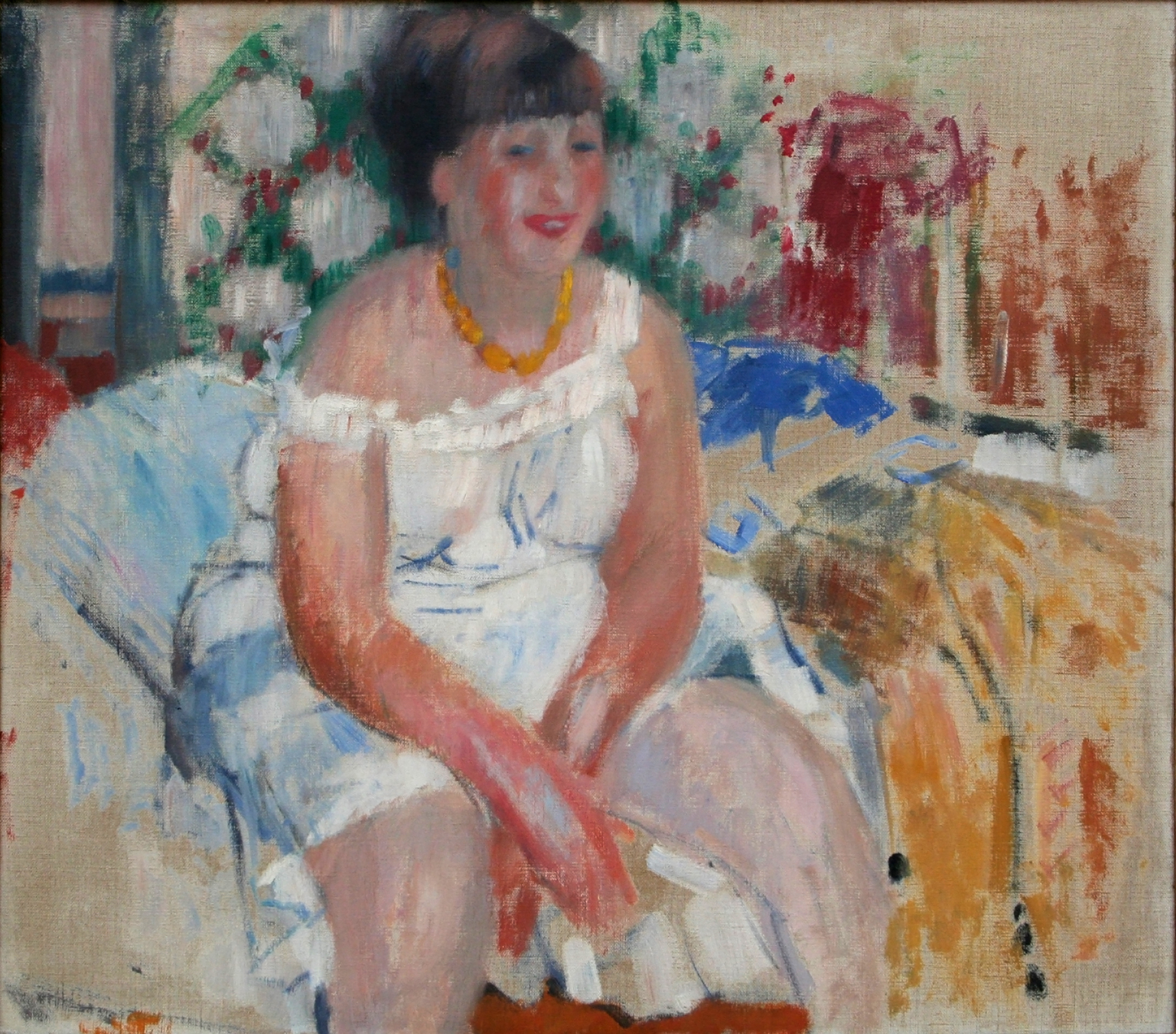
Femme au bord du lit (Rik Wouters, 1912)

## Biens classés
Le musée comptait 18 biens classés au patrimoine mobilier de la Fédération Wallonie-Bruxelles.
| Catégorie  | Sous-catégorie | Nom du bien | Datation     | Illustration |
| ---------- | -------------- | --- | ------------ | ------------ |
| Beaux-Arts | Peinture       | Ensemble des 9 peintures dit de « la vente de Lucerne de 1939 » : 1. La maison bleue, Marc Chagall, 1920 Provient de la Kunsthalle de Mannheim (Allemagne) 2. La Mort et les Masques, James Ensor, 1897 Provient de la Kunsthalle de Mannheim (Allemagne) 3. Le sorcier d'Hiva-Oa ou Le Marquisien à la cape rouge, Paul Gauguin, 1902 Provient de la Städtische Galerie de Städel à Francfort (Allemagne) 4. Monte-Carlo, Oskar Kokoschka, 1925 Provient de la Städtische Galerie de Francfort (Allemagne) 5. Portrait de jeune fille, Marie Laurencin, 1924 Provient de la Städtisches Museum d’Ulm (Allemagne) 6. Le cavalier sur la plage, Max Liebermann, 1904 Provient de la Neue Staatgalerie de Munich (Allemagne) 7. Les chevaux bleus ou Chevaux au pâturage, Franz Marc, 1910 Provient de la Kunsthalle de Hambourg (Allemagne) 8. Le déjeuner, Jules Pascin, 1923 Provient de la Kunsthalle de Brême (Allemagne) 9. La famille Soler, Pablo Picasso, 1903 Provient de la Wallraf-Richartz Museum de Cologne (Allemagne) |              |              |
| Beaux-Arts | Peinture       | Promenade du dimanche au Bois de Boulogne de Henri Evenepoel | 1899         |              |
| Beaux-Arts | Peinture       | Mariage mystique du bienheureux Herman-Joseph (hors encadrement), Jean-Guillaume Carlier | c. 1670-1675 |              |
| Beaux-Arts | Peinture       | La forêt (hors encadrement), René Magritte | 1927         |              |
| Beaux-Arts | Peinture       | Bonaparte, Premier Consul (hors encadrement), Jean-Auguste-Dominique Ingres | 1804         |              |
| Beaux-Arts | Peinture       | Le Bassin du Commerce, Claude Monet | c. 1874      |              |
| Beaux-Arts | Peinture       | L’homme de la Rue (hors encadrement), Paul Delvaux | 1940         |              |
| Beaux-arts | Peinture       | Orphée aux enfers (hors encadrement), Gérard de Lairesse | 1662         |              |
| Beaux-Arts | Peinture       | Ensemble de deux portraits (hors encadrement), Gérard Douffet | c. 1625-1630 |              |
| Beaux-Arts | Peinture       | Femme au corset rouge (hors encadrement), Adrien de Witte | 1880         |              |